# Décès en 1286
Décès
- 1282
- 1283
- 1284
- 1285
- 1286
- 1287
- 1288
- 1289
- 1290

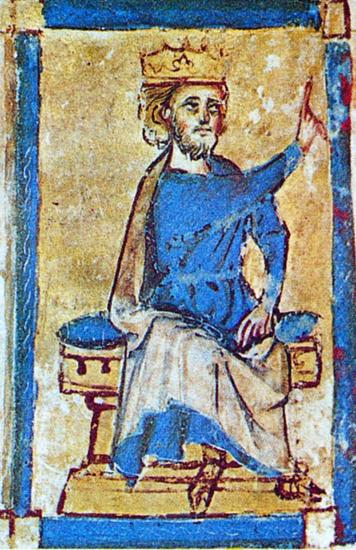
Erik V Glipping, mort en 1286.

Cette page dresse une liste de personnalités mortes au cours de l'année 1286 :
- 4 janvier : Anne Ange Comnène, veuve de Guillaume de Villehardouin, prince d'Achaïe.
- 5 janvier : Zhenjin, prince héritier de l'Empire mongol
- 3 février : 
  - Simon de Clisson, évêque de Saint-Malo de 1264 à 1286.
  - Amédée Ier de Neuchâtel, co-seigneur de Neuchâtel.
- 2 mars : Fujiwara no Ariko, impératrice consort du Japon.
- 19 mars : Alexandre III d'Écosse[1], roi d'Écosse.
- 25 avril : Bernard l’Adroit, duc de Lwówek.
- 30 juillet : Bar-Hebraeus (Abu al-Faraj Ibn al-Ibri), historien, médecin et philosophe de langue syriaque.
- 25 septembre : Mathieu de Vendôme, abbé de Saint-Denis, conseiller de saint Louis, ministre de Philippe le Hardi, régent à deux reprises du royaume de France.
- 8 octobre : Jean Ier Le Roux, duc de Bretagne.
- 1er novembre : Anchero Pantaléon, cardinal français.
- 22 novembre : Erik V Glipping, roi de Danemark, assassiné dans la nuit du 21 au 22.

- Abu Yusuf Yaqub ben Abd al-Haqq, sultan mérinide du Maroc.
- Bernard l’Adroit, duc de Lwówek.
- Luca Belludi, moine franciscain.
- Gauthier VI Berthout, chevalier, avoué de Malines pour l’église de Liège, avoué de l’église Saint-Rombaut à Malines, puis seigneur de Malines.
- Gruffydd ap Gwenwynwyn, seigneur du sud du Powys.
- Sophie de Danemark, reine consort de Suède et de Finlande.
- Jacob Ier de Kla, catholicos de l'Église apostolique arménienne.
- Guillaume de Moerbeke, prêtre dominicain érudit, traducteur de textes grecs anciens et archevêque catholique latin de Corinthe.
- Bar Hebraeus, historien, médecin, philosophe syriaque de religion chrétienne, évêque jacobite et écrivain de langue syriaque.
- Jacques Sérène, archevêque d'Embrun.
- Mukagu Sogen, maître zen, abbé de Kencho-ji avant de fonder Engaku-ji à Kamakura.

## Crédit d'auteurs
- Cet article est partiellement ou en totalité issu de l'article intitulé « 1286 » (voir la liste des auteurs).